# Metauten
Metauten – gmina w Hiszpanii, w Nawarze, o powierzchni 22,58 km². W 2011 roku gmina liczyła 287 mieszkańców.